# 5931 Zhvanetskij
5931 Zhvanetskij (1976 GK3) là một tiểu hành tinh vành đai chính được phát hiện ngày 1 tháng 4 năm 1976 bởi N. S. Chernykh ở Nauchnyj.